# El Pepe, una vida suprema
El Pepe, una vida suprema (traduïble com a «El Pepe, una vida suprema») és una pel·lícula documental de 2018, dirigida pel cineasta serbi Emir Kusturica i protagonitzada per l'exguerriller i expresident de l'Uruguai José «Pepe» Mujica. L'obra gira entorn de la vida de Mujica i el seu llegat com a president de l'Uruguai.

## Argument
La pel·lícula examina la particular i incomparable vida de José «Pepe» Mujica: un home humil que esdevé el president del seu país mantenint-se ferm als seus principis i ideals alhora que impulsa un motor de canvi. És la història d'un activista polític i exmembre de la guerrilla de l'esquerra llatinoamericana. Està orgullós del seu passat però, lluny de viure del record, és un home que també s'atreveix a somniar amb un futur millor. En una sèrie d'entrevistes, Kusturica aprofundeix en el llegat de Mujica. L'obra explora aquesta relació particular que s'estableix entre ambdós, com a dos esperits afins que s'uneixen per a discutir el sentit de la vida des d'una perspectiva política, filosòfica, estètica i poètica.

## Repartiment
- José Mujica
- Lucía Topolansky
- Eleuterio Fernández Huidobro
- Mauricio Rosencof
- Emir Kusturica

## Estrena
El documental va debutar, fora de competició, al Festival Internacional de Cinema de Venècia de 2018. I, posteriorment, es va estrenar el 26 de desembre de 2019 a la plataforma de streaming Netflix.

## Crítica
La pel·lícula va rebre elogis i crítiques a parts iguals. El crític Kaleem Aftab, de Cineuropa.org, va esmentar que «els espectadors que esperen una visió global es quedaran molt decebuts. Regurgir fets mai ha estat l'estil de Kusturica, sobretot en els seus documentals sobre famosos sud-americans, que opten per retrats impressionistes més que per detalls fotogràfics». D'altra banda, l'exguerriller tupamaro Jorge Zabalza, germà de Ricardo Zabalza, el qual va morir el 1969 a la presa de Pando, es va convertir en un dels principals crítics vocals de la pel·lícula.